# 알론조 모닝
알론조 하딩 모닝 주니어(영어: Alonzo Harding Mourning Jr., 1970년 2월 8일 ~ )는 미국의 은퇴한 농구 선수이며, NBA에서 활동했다. "조(Zo)"라는 별명으로 잘 알려져 있으며, 뛰어난 수비로 올해의 NBA 올해의 수비수상(1999, 2000)을 수상하였고, 신장 수술을 마치고 돌아와 2006년 마이애미 히트의 우승을 맛보았다. 2010년에는 버지니아주 스포츠 명예의 전당에 헌액되었다.

## 경력

### 초기 경력
버지니아주 체서피크(Chesapeake)에서 출생하여 인디언 리버 고등학교(Indian River High School)에 입학한 모닝은 1987년 자신의 팀을 51승으로 이끌어 주니어 타이틀을 얻었다. 시니어 팀으로서는 경기당 평균 25 포인트, 15 리바운드, 12 스틸을 기록 하였다. 그는 USA 투데이, 퍼레이드, 게이터레이드, 네이스미스에 의하여 올해의 선수로 선정되었다. 그는 조지타운 대학교 호야스에서 대학 농구를 시작하였다.

### 샬럿 호니츠
모닝은 1992년에 샬럿 호니츠에 의하여 신인 선수로 선발되었다. 그는 21.0 포인트, 10.3 리바운드, 3.47 스틸의 평균과 함께 1993년 올-루키 팀에 임명되었으며, 샤킬 오닐에 밀려 2위로 왔다. 모닝과 오닐은 1989-90 시즌의 데이비드 로빈슨 이래 20개 이상의 득점과 10개 이상의 리바운드를 평균하면서 그들의 첫 시즌에서 첫 루키들이었다. 모닝은 호네츠의 스틸숏 기록들을 손상하면서 시즌의 49번째 경기에서 팀의 올타임 경력 지도자가 되었다. 모닝의 루키 시즌의 최대 순간은 퍼스트 라운드 플레이오프 시리즈의 4번째 경기에서 보스턴 셀틱스와 경기였다. 그의 20피트 기적이 호네츠를 104-103의 승리로 이끌었다.
1994-95 시즌에서 모닝과 팀메이트 래리 존슨은 호니츠를 50승 팀으로 이끌어 플레이오프로 진출하였다. 모닝은 21.3개의 득점, 9.9점의 리바운드, 2.92점의 스틸과 함께 팀의 1위로 왔다.

### 마이애미 히트
래리 존슨과 불화와 분쟁 이점들이 모닝의 샬럿 호니츠 경력 3년 후에 마이애미 히트로 이적하는 결과를 가져와 다음 7년 동안 그 팀에서 뛰게 된다. 그는 한 경기의 20개 득점, 10개의 리바운드에 가까운 평균하고 자신의 스틸숏을 협박하면서 팻 라일리가 감독을 맡았던 히트의 가장 중요한 선수였다. 이 시기에 그는 올해의 디펜시브 플레이어 상을 수상하였고 1998-99 시즌에는 득점 20.1, 리바운드 11.0, 스틸숏 3.9개의 평균으로 히트를 이끌면서 올 NBA 퍼스트 팀에 임명되었다. 그와 팀 하더웨이는 히트를 1997년 플레이오프로 이끌어 뉴욕 닉스와의 라이벌 사이를 강력하게 만들었다. 히트와 닉스는 그해에 동부 콘퍼런스 준결승전에서 대결하여 닉스가 3-1로 이끌었다.
다음 라운드 경기에서 히트는 동부 콘퍼런스에서 시카고 불스에 의하여 3-0으로 패하였고 모닝은 4번째 경기에서 승리를 보증받았다. 히트는 87-80으로 이겼으나 5개의 경기 시리즈를 패하고 말았다. 다음 시즌에서 히트는 모닝이 전 팀메이트 래리 존슨과 싸우면서 5번째 경기에서 퇴장당한 시리즈 경기 닉스와 첫 라운드에서 탈락되었다. 마이애미는 다음 2개의 시즌에서도 닉스에 의하여 탈락되고 말았다.
2000년 마이애미 히트는 결승전을 우승하기 위하여 큰 준비를 하고 다음 시즌을 고단적으로 기대하고 있었다. 2000-01 시즌의 시작에서 모닝은 신장 질병에 걸려 그 시즌의 첫 5개월을 놓치고 말았다. 진단을 마치고 복귀하여 2002년 올스타 경기에서 활약하였다. 자신의 컨디션이 더 안 좋아진 이유로 2002-03 시즌에 뛰지 않고 그의 만기된 계약은 히트의 재건에 의하여 새로 일신되지 않았다.

### 뉴저지 네츠
자유 계약 선수로서 2003년 뉴저지 네츠와 4년 계약을 맺었다. 그러나 11월 25일 자신의 다른 신장 질병에 의하여 NBA에서 은퇴하였다. 2004년 그는 다시 네츠와 경기 연습을 시작하였고, 2004-05 시즌에서 팀의 정식 시즌 출석을 만들었다. 그러나 그는 네츠와 의미있는 활약을 보이지 않고 특히 팀이 케니언 마틴을 이적시킨 후에 자신이 팀을 떠나고 싶었다고 대중매체에 불평하였다. 2004년 12월 17일에 모닝은 토론토 랩터스로 이적되었고, 이듬해 2월 11일 남아있는 5백만 달러에 자신의 계약에 포기하게 되었다. 랩터스 팀장들은 후에 모닝이 팀의 활약을 위한 의료적 컨디션을 만나지 않았다고 말하였다.

### 히트로 복귀
선수의 전망을 위한 특권을 잃은 후, 모닝은 2005년 3월 1일 마이애미 히트로 복귀하였다. 그의 활약이 대명성 선수 샤킬 오닐의 이유로 지원으로서 감소되었으나, 그들은 모닝이 파워적 포워드를 뛰면서 함께 여러번 활약하기로 알려졌다. 육체적 제한의 이유로 그의 순간이 감소되었으나 아직도 확고한 공헌자였다. 모닝의 끈기있는 방어, 확고한 공격, 그리고 여러번의 재촉이 히트를 2005-06 시즌 동안에 동부 콘퍼런스에 두 번째 최고 기록을 세워 유지하는 데 도움을 주었으며, 그의 강렬이 히트의 팬들에 의하여 "최후의 전사"로 별명이 붙었다. 모닝은 한 경기에 20분 만을 뛰는 데 불구하고, 2.66개의 스틸숏으로 3위에 오면서 정식 시즌을 마쳤다.
마이애미 히트와 모닝은 결국 2006년 NBA 결승전에서 댈러스 매버릭스를 꺾고 4-2로 꺾고 우승하였다. 결승전 동안에 오닐의 뒤에 후보 센터로 이용되었으면서도 6번째 경기에서 득점 8점, 리바운드 6개, 스틸 5개를 공헌하여 경기를 통하여 강한 힘이었다.
결승전 타이틀을 우승한 후, 샌안토니오 스퍼스를 포함한 다른 팀들로부터 더 많은 돈을 받음에 불구하고 모닝은 타이틀을 보유하기 위하여 2006-07 시즌에 히트로 돌아온다는 선언을 하였다. 2007년에는 히트와 자신의 15번째 시즌에 1년 더 머물겠다고 하였다. 12월 19일에 열린 애틀랜타 호크스와의 준준결승전에서 그의 오른쪽 무릎에 슬개골이 찢어졌다. 부상은 경력을 위협하였으나 2008-09 시즌에 자신이 돌아온다는 풍설이 퍼지고 그것이 자기가 경력을 끝내려하는 길이 아니였다고 말하였다.
2009년 1월 22일 NBA로부터 은퇴를 선언하였다. 2월 28일 히트는 그를 팀의 첫 선수로서 기념하기 위하여 그의 33번 셔츠를 영구 결번하였다.
5월에는 버지니아주 남동부에서 스포츠에 공헌한 선수, 코치, 관리자들을 기념하는 햄프턴 로드 스포츠 명예 전당에 임명되었다. 6월 26일 마이애미 히트에 선수들의 프로그램과 발전을 위한 부의장으로 돌아온다는 선언을 하였다.